# Jerzy Bogajewicz
Jerzy Bogajewicz (ur. 2 czerwca 1949 w Poznaniu) – polski scenarzysta, aktor, reżyser i producent filmowy oraz reklamowy.

## Życiorys
Jest synem skrzypka, Ireneusza Bogajewicza i Heleny Bogajewicz. Pierwsze lata spędził w Poznaniu, następnie rodzina przeprowadziła się do Warszawy, gdzie mieszkała na Starówce. Uczęszczał do Szkoły Podstawowej nr 158 oraz Szkoły Muzycznej na ul. Miodowej. Ukończył liceum im. Andrzeja Frycza Modrzewskiego w Warszawie.
W 1967 zdał na Wydział Aktorski Państwowej Wyższej Szkoły Teatralnej w Warszawie, gdzie studiował pod kierunkiem profesorów: Aleksandra Bardiniego, Jana Kreczmara, Zbigniew Zapasiewicza, Zygmunta Hübnera, Gustawa Holoubka, Andrzeja Łapickiego oraz Tadeusza Łomnickiego. Po drugim roku studiów uczestniczył w Warsztatach prowadzonych przez Jerzego Grotowskiego.
Na początku trzeciego roku studiów wyreżyserował swój pierwszy spektakl teatralny „Pelikan” Strindberga. Zagrał w nim również jedną z głównych ról. Po ukończeniu szkoły wstąpił do Teatru Laboratorium Jerzego Grotowskiego. Przez 16 miesięcy uczestniczył w parateatralnych przygotowaniach projektu "Święto" w Brzezince pod Wrocławiem. W projekcie poza Bogajewiczem brali udział m.in. Ryszard Cieślak, Zygmunt Molik, Teresa Nawrot, Włodzimierz Staniewski, Antonii Jahołkowski. Dwukrotnie został odrzucony na Wydział Reżyserii PWST w Warszawie oraz PWSFTiTv w Łodzi, co poskutkowało emigracją na Zachód.

### Teatr
Po emigracji w 1975 odbył kilka podróży objazdowych autobusem GreyHound oraz autostopem po Kanadzie i Stanach Zjednoczonych, podczas których spotykał się z dyrektorami teatrów oraz dziekanami wydziałów aktorskich uniwersytetów. W efekcie rozpoczął prowadzenie warsztatów aktorskich na Uniwersytecie Bostońskim, Uniwersytecie Stanu Ohio, Toronto York University, National Theatre School of Montreal, Boston Center of Performing Arts, a także prywatnych warsztatów w Calgary, Vancouver i Montrealu. Warsztaty aktorskie były oparte na tradycyjnych wzorcach teatru europejskiego oraz eksperymencie Grotowskiego, z naciskiem na motorykę aktora oraz prace nad głosem.
W 1977 Uniwersytet Bostoński zaprosił Bogajewicza do wyreżyserowania spektaklu dyplomowego Antygona. Również w 1977 wyreżyserował sztukę „Shadowdance” w Vancouver z dialogami Sheldona Rosena. W 1978 wyreżyserował Króla Edypa w wersji Seneki w Queen Elisabeth Playhouse w Vancouver. Spektakl poprzedzały kilkutygodniowe eksperymentalne warsztaty dla aktorów biorących udział w przedstawieniu. Na scenografię do przedstawienia składało się 15 ton piasku, jezioro oraz ognisko. Sztuka została bardzo przychylnie przyjęta przez krytykę.
W kolejnych latach wyreżyserował Bachantki w Ohio oraz Los Angeles oraz Karierę Artura Ui również w Los Angeles w teatrze prowadzonym przez Martina Landaua, Johna Cassavetesa i Petera Falka. Za reżyserię spektaklu otrzymał nagrodę Los Angeles Drama Critics Circle, Drama Logue Award oraz LA Weekly Award. Po sukcesie spektaklu postanowił zrezygnować z dalszej kariery reżysera teatralnego.
Kontynuował pracę z aktorami w założonym przez siebie instytucie Project Actor do 1983. W tym czasie dwukrotnie zorganizował unikatowe warsztaty aktorskie na bezludnej wyspie z wąską grupą wcześniej wyselekcjonowanych studentów. Do studentów Bogajewicza należeli David Nicols, Leslie Glatter, Waldemar Kalinowski, Aprli Webster, Sheldon Rosen, Cindie Carr.

### Film
Mieszkając w Polsce, zagrał dwie główne role w filmach Pies (reż. Janusz Kondratiuk) oraz Pozwólcie nam do woli fruwać nad ogrodem (reż. Stanisław Latałło).
W 1987 zadebiutował filmem Anna. Scenariusz do filmu został napisany wspólnie z Agnieszką Holland. W roli tytułowej wystąpiła Sally Kirkland, która za tę rolę była nominowana do Oscara, wygrała Złoty Glob oraz Nagrodę Stowarzyszenia Krytyków Filmowych Los Angeles. Po sukcesie Anny został zatrudniony przez Warner Bros. i rozpoczął prace scenariuszowe nad filmem z Goldie Hawn w roli głównej. Film został zawieszony z powodu półrocznego strajku scenarzystów w Hollywood.
W kolejnych latach pracował m.in. z Demi Moore, Jeffem Bridgesem, Madonną, Robertem Downey Jr., przygotowując projekty następnych filmów. Był reprezentowany przez CAA.
W 1993 miał premierę jego drugi film Trzy Serca z Williamem Baldwinem w roli głównej. W 1996 premierę miał Osaczony, w którym główną rolę zagrał Mickey Rourke. Premiera odbyła się w 1996. W 2001 napisał scenariusz i wyreżyserował swój ostatni film Boże skrawki, za który otrzymał sześć nominacji do Orła Nagrody Polskiej Akademii Filmowej w tym za najlepszy film, reżyserię i scenariusz. Bogajewicz otrzymał Nagrodę Indywidualną na Festiwalu Filmów Fabularnych w Gdyni za Najlepszy Scenariusz; Boże skrawki były nominowane do Złotego Lwa w konkursie głównym.

### Telewizja
Przyjął propozycję telewizji TVN wyreżyserowania serialu Kasia i Tomek w 2001. Do 2003 zostało zrealizowanych sto odcinków serialu. Produkcja otrzymała Telekamerę w 2003 w kategorii „Najlepszy serial”. Kolejnym, wyreżyserowanym przez niego serialem, była Camera Café. W latach 2005–2009 reżyserował serial Niania, który trzykrotnie zdobył Telekamerę w kategorii „Najlepszy serial” (2007, 2008, 2009). Sam Bogajewicz wystąpił gościnnie w 25. i 51. odcinku serialu.
W 2010 reżyserował serial Stacja dla TVN Warszawa. Był to pierwszy serial improwizowany w historii polskiej telewizji.

## Filmografia

### Reżyseria
- Anna (1987)
- Trzy serca (Three of Hearts, 1993)
- Osaczony (Exit in red, 1996)
- Boże skrawki (Edges of the Lord, 2001)
- Kasia i Tomek (2002-2003)
- Camera Café (2004)
- Niania (2005-2009)
- Stacja (2010)
- Wszyscy kochają Romana (2011)

### Producent filmowy
- Anna (1987)

### Scenariusz
- Anna (1987)
- Boże skrawki (Edges of the Lord, 2001)
- Stacja (2010)

### Aktor
- Pies (1973) jako Jerzy Mazurek
- Pozwólcie nam do woli fruwać nad ogrodem (1974) jako Staszek
- Polskie drogi (1976)
- Pora na czarownice (1993) jako przechodzień na dworcu
- Kasia i Tomek (2002-2003) jako psycholog
- Stacja (2010) jako psycholog

## Nagrody i wyróżnienia
| 2008 | Telekamery w kategorii: Serial komediowy Niania                                                                | Nagroda   |
| 2007 | Telekamery w kategorii: serial komediowy Niania                                                                | Nagroda   |
| 2004 | Telekamery w kategorii: seriale komediowe Kasia i Tomek                                                        | Nagroda   |
| 2003 | Telekamery w kategorii: seriale komediowe Kasia i Tomek                                                        | Nagroda   |
| 2003 | statuetka "Melonika" w kategorii:najlepszy serial komediowy Festiwal Dobrego Humoru w Gdańsku za Kasia i Tomek | Nagroda   |
| 2002 | Orzeł w kategorii najlepszy scenariusz za Boże skrawki                                                         | Nominacja |
| 2002 | Orzeł w kategorii: najlepszy reżyser za Boże skrawki                                                           | Nominacja |
| 2002 | Orzeł w kategorii: najlepszy film za Boże skrawki                                                              | Nominacja |
| 2002 | Srebrna Statuetka w kategorii najlepszy scenariusz za Boże skrawki na FF-Tarnów                                | Nagroda   |
| 2001 | Złote Lwy FPFF Gdynia w kategorii Najlepszy scenariusz za Boże skrawki                                         | Nagroda   |
| 2001 | nagroda Festiwalu w Toronto dla największej indywidualności festiwalu za Boże skrawki                          | Nagroda   |
| 1988 | nagroda "François Truffaut" na Festiwal Filmowy w Valladolid dla najlepszego debiutu za Anna                   | Nagroda   |
| 1980 | nagroda Los Angeles Drama Critics Circle za najlepszą reżyserię spektaklu Kariera Artura Ui                    | Nagroda   |

## Życie prywatne
Związany z aktorką Iwoną Wszołkówną, dwoje dzieci: córka Gabriela (ur. 2007) i syn Antoni (ur. 2005).